# Upadek (serial telewizyjny)
Upadek (ang. The Fall) – brytyjsko-irlandzki telewizyjny serial kryminalny, emitowany przez BBC Two i RTÉ One od 12 maja 2013 do 28 października 2016.

## Fabuła
Akcja serialu rozgrywa się w Belfaście w Irlandii Północnej. Przysłana z Londynu nadinspektor policji Stella Gibson prowadzi śledztwo w sprawie serii morderstw na kobietach. Zabójcą jest Paul Spector, pozornie przykładny mąż i ojciec, psychoterapeuta. Jednocześnie nawiązuje on bliską relację z nastoletnią opiekunką jego dzieci. Gibson, nieświadoma tożsamości przestępcy, buduje jego profil psychologiczny, korzystając z pomocy lokalnego zespołu śledczych. Jej konfrontacja ze Spectorem prowadzi do nieoczekiwanego zwrotu akcji. 

## Obsada
- Gillian Anderson jako Stella Gibson
- Jamie Dornan jako Paul Spector
- John Lynch jako Jim Burns
- Aisling Franciosi jako Katie Benedetto
- Bronagh Waugh jako Sally Ann Spector
- Niamh McGrady jako Danielle Ferrington
- Archie Panjabi jako Reed Smith

## Odcinki
| Seria | Odcinki | Emisja w Wielkiej Brytanii            | Emisja w Polsce                 |
| ----- | ------- | ------------------------------------- | ------------------------------- |
| 1.    | 1.–5.   | 12 maja 2013–9 czerwca 2013           | 14 lutego 2014–28 lutego 2014   |
| 2.    | 6.–11.  | 9 listopada 2014–13 grudnia 2014      | 17 stycznia 2015–21 lutego 2015 |
| 3.    | 12.–17. | 25 września 2016–28 października 2016 | 5 grudnia 2016–19 grudnia 2016  |

## Nagrody
- Nagrody BAFTA 2014 - 2 nominacje
- BAFTA Television Craft Awards 2014 - 2 nominacje
- Banff World Media Festival Awards 2014 - 1 nominacja
- Broadcast Awards, UK 2014 - 1 nominacja
- Broadcasting Press Guild Awards 2014 - 1 zwycięstwo i 2 nominacje
- Crime Thriller Awards, UK 2013 - 3 nominacje
- Nagrody im. Edgara Allana Poego 2014 - 1 zwycięstwo
- Irish Film & Television Awards 2015 - 2 nominacje
- Irish Film & Television Awards 2014 - 3 zwycięstwa i 3 nominacje
- Nagroda Satelita 2014 - 2 nominacje
- Televisual Bulldog Awards, UK 2014 - 1 nominacja